# Кубок Испании по футболу 1969/1970
Кубок Испании по футболу 1969/1970 — 66-й розыгрыш Кубка Испании по футболу выиграла Реал Мадрид. Этот кубок стал одиннадцатым в истории команды.
Соревнование прошло в период с 8 октября 1969 по 28 июня 1970 года.

## Результаты матчей

### 1/4 финала
| Команда 1     | Итог | Команда 2       | 1-й матч | 2-й матч |
| ------------- | ---- | --------------- | -------- | -------- |
| Сабадель      | 2:3  | Атлетик Бильбао | 2:1      | 0:2      |
| Реал Мадрид   | 3:1  | Барселона       | 2:0      | 1:1      |
| Валенсия      | 4:3  | Расинг Ферроль  | 1:1      | 3:2      |
| Реал Сарагоса | 9:1  | Реал Мурсия     | 4:0      | 5:1      |

### 1/2 финала
| Команда 1   | Итог | Команда 2       | 1-й матч | 2-й матч |
| ----------- | ---- | --------------- | -------- | -------- |
| Реал Мадрид | 2:1  | Атлетик Бильбао | 0:1      | 2:0      |
| Валенсия    | 2:1  | Реал Сарагоса   | 2:0      | 0:1      |

### Финал
| 28 июня, 1970                           | \| Реал Мадрид \| 3:1 \| Валенсия \| \| Пирри 34′ · Планеллес 60′ · Флейтас 65′ \| Голы \| Хара 38′ \| | Камп Ноу, Барселона Зрителей: 80 000 |
| Реал Мадрид                             | 3:1 | Валенсия                             |
| Пирри 34′ · Планеллес 60′ · Флейтас 65′ | Голы                                                                                                   | Хара 38′                             |